# Rastatt (distrito)
Rastatt é um distrito da Alemanha, na região administrativa de Karlsruhe , estado de Baden-Württemberg. Com uma área de 738,77 km² e com uma população de 224.958 habitantes (2002).

## Cidades e Municípios
- Cidades:

1. Bühl
2. Gaggenau
3. Gernsbach
4. Kuppenheim
5. Lichtenau
6. Rastatt

- Municípios:

1. Au
2. Bietigheim
3. Bischweier
4. Bühlertal
5. Durmersheim
6. Elchesheim-Illingen
7. Forbach
8. Hügelsheim
9. Iffezheim
10. Loffenau
11. Muggensturm
12. Ötigheim
13. Ottersweier
14. Rheinmünster
15. Sinzheim
16. Steinmauern
17. Weisenbach